# كريستي مارتن
كريستي مارتن (بالإنجليزية: Kirsty Martin)‏ هي راقصة باليه أسترالية، ولدت في 21 يونيو 1976.